# نزلة سعيد (المنيا)
قرية نزلة سعيد  هي إحدي القرى التابعة لمركز دير مواس بمحافظة المنيا في جمهورية مصر العربية. حسب إحصاءات سنة 2006، بلغ إجمالي السكان في نزلة سعيد 2953 نسمة، منهم 1444 رجل و1509 امرأة.